# Viktor Khristenko
Viktor Borissovitch Khristenko (russe : Ви́ктор Бори́сович Христе́нко), né le 28 août 1957 à Tcheliabinsk, est un homme politique russe. Entre mars 2004 et le 31 janvier 2012, il est ministre de l'Industrie et du Commerce de la fédération de Russie. Du 19 décembre 2011 au 1er février 2016, il est président de la Commission de l'Union économique eurasienne.
Il est marié à Tatiana Golikova, ministre de la Santé et du Développement social entre 2007 et 2012.

## Décorations
- Ordre du Mérite pour la Patrie de 3e classe en 2007
- Ordre de l'Honneur en 2012
- Ordre de l'Amitié (Kazakhstan) de 2e classe, en 2002
- Grand Officier de l'Ordre du Mérite de la République italienne en 2009